# Tina De Mola
Tina De Mola (Milano, 28 ottobre 1923 – Roma, 18 aprile 2012) è stata una soubrette, attrice e cantante italiana.

## Biografia
Tina De Mola frequenta, spinta dalla famiglia, le scuole magistrali e, durante questo periodo, comincia a coltivare la passione per il canto lirico. Partecipa e vince nel 1941 un concorso per voci nuove che la porta a esibirsi in molte compagnie d'avanspettacolo nelle quali ha sempre più spesso ruoli "musicali" e s'impone al pubblico come cantante, dimostrando le sue ottime qualità, considerata come forse in assoluto la prima jazz vocalist italiana. Entra poi in una compagnia di teatro di rivista dove conosce nel 1942 Renato Rascel che l'anno seguente diventerà suo marito (i due si lasceranno nel 1958).
In coppia con lui partecipa al film Pazzo d'amore e poi a numerose riviste come Quanto è possibile, Il ragno d'oro e la poco fortunata Allegretto ma non troppo. Nel 1945 partecipa anche a Settenote insieme alle Sorelle Nava.

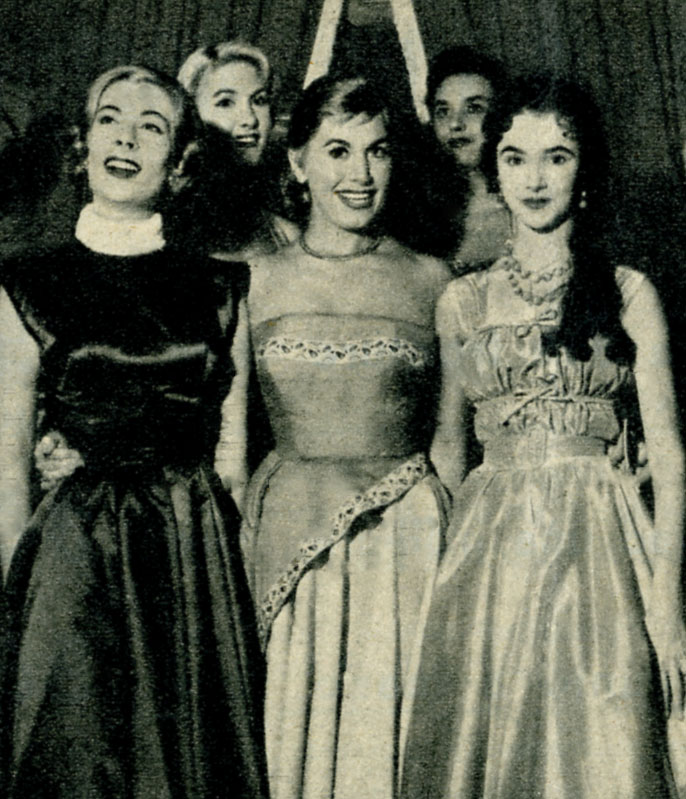
Tina De Mola al centro in uno spettacolo televisivo RAI 1956

Nella stagione teatrale 1946-47 ritorna a lavorare con il marito in Cominciò con Caino e Abele di Michele Galdieri e poi in Il cielo è tornato sereno, dal quale trae le canzoni Veleno (che poi dedicherà radiofonicamente, in versione parodistica al calciatore Benito Lorenzi) e Il cielo è tornato sereno, che poi inciderà con il maestro Alberto Semprini. Nel 1948 fa parte del cast dello spettacolo Oklabama di Mario Amendola insieme a Erminio Macario e poi entra a far parte della compagnia di Ugo Tognazzi esordendo con lo spettacolo Quel treno si chiama desiderio di Giovanni D'Anzi. Porta in Germania una versione tedesca di Buondì zia Margherita, per poi partire in una tournée in Messico con la rivista Carnevale di Venezia. Si distacca quindi dalla compagnia incominciando a girare il Sud America con show di canzoni che la porteranno a esibirsi a Cuba, in Venezuela e in Colombia.
Nel 1954 ritorna in Italia dove riprende a lavorare con l'ormai ex marito Renato Rascel nei film Attanasio cavallo vanesio e Alvaro piuttosto corsaro. Partecipa nel 1955 all'ultima rivista di Nino Taranto, Il terrone corre sul filo, per poi approdare in televisione con spettacoli costruiti su reminiscenze provenienti dal teatro di rivista. 
Nel 1956 conduce con Nino Taranto il varietà televisivo Lui, lei e gli altri. Nel 1958 è protagonista, assieme a Walter Chiari, Gianni Agus e Carlo Campanini, del varietà televisivo La via del successo.
Qualche anno dopo decide di ritirarsi dalle scene. Nel 1976 conduce insieme a Gianni Agus la trasmissione radiofonica in quindici puntate Piccola storia dell'avanspettacolo, per la regia di Carlo Di Stefano.

## Discografia parziale

### 78 giri
- 1941 - Nebbia/Mani di velluto (Telefunken, AI. 9069)
- 1942 - Chiesetta alpina (Arrigo - De Martino) / Aspettami (Mauro - Alvaro) (Fonit, 12029) lato A, con Nino D'Aurelio - lato B, canta Natalino Otto
- 1943 - La porta chiusa/Quando ti guardo (Fonit, 12031)
- 1944 - Cantano i fiori/Pazzo d'amore (Fonit, 12080; lato B cantato da Renato Rascel)
- 1944 - Serenata ad un angelo (Rastelli - Casiroli) / Notte di fantasia (Nisa - Redi) Fonit 12081
- 1948 - Veleno (Polacci) / Il cielo è tornato sereno (Polacci - Rascel) Fonit 12706
- 1948 - Ao Brazile se fa così (Amendola - Maccari - Castorina) Fra le nubi (Rizzo - Castorina) Fonit 12803 - lato A con Giacomo Rondinella

### 45 giri
- 1958 - Basta un refrain/Isola del sole (Cetra, SP 301; lato B cantato da Giuseppe Negroni)
- 1959 - Arrivederci/Donna di cuori (Carisch, VCA 26059)
- 1959 - Un poco/Dove va la fortuna (Carisch, VCA 26060)
- 1959 - Arrivederci/Vieneme 'nzuonno (Carisch, VCA 26081)
- 1959 - Parole/Buenas Noches Mi Amor (Carisch, VCA 26105)

### EP
- 1959 - Arrivederci/Vieneme 'nzuonno (Carisch, ECA 65043)
- 1960 - Arrivederci Roma/Que Serà, Serà /Scusami/Un filo di speranza (Polydor, EHP 20 658)

## Filmografia
- Pazzo d'amore, regia di Giacomo Gentilomo (1942)
- La cintura di castità, regia di Camillo Mastrocinque (1949)
- Il vedovo allegro, regia di Mario Mattoli (1950)
- Attanasio cavallo vanesio, regia di Camillo Mastrocinque (1953)
- Alvaro piuttosto corsaro, regia di Camillo Mastrocinque (1954)
- I pinguini ci guardano, regia di Guido Leoni (1955)
- Nata di marzo, regia di Antonio Pietrangeli (1958)
- La sceriffa, regia di Roberto Bianchi Montero (1959)

## Televisione
- Lui, lei e gli altri, con Nino Taranto (1956)
- La via del successo con Walter Chiari, Gianni Agus e Carlo Campanini (1958)
- Refrain, regia di Alda Grimaldi (1958)

- Ha partecipato a tre serie della rubrica pubblicitaria televisiva Carosello: nel 1957 ha pubblicizzato, insieme a Nuto Navarrini, il detersivo Tot della B.P.D., nel 1959 i materassi a molle della Permaflex e nel 1962, insieme a Carlo Campanini e Corrado Olmi, il digestivo Cynar per le Grandi Marche Associate.